# Authon-Ébéon
Authon-Ébéon ist eine französische Gemeinde mit 398 Einwohnern (Stand 1. Januar 2022) im Département Charente-Maritime in der Region Nouvelle-Aquitaine. Die Bewohner werden Authonais und Authonaises genannt.

## Lage
Das Ortszentrum von Authon liegt nur ca. 20 Meter ü. d. M. in der historischen Kulturlandschaft der Saintonge etwa 28 Kilometer (Fahrtstrecke) nordöstlich von Saintes bzw. etwa 21 Kilometer nordwestlich der Stadt Cognac. Saint-Hilaire-de-Villefranche befindet sich nur etwa 11 Kilometer westlich.

## Bevölkerungsentwicklung
Die ehemals eigenständige Gemeinde Authon und der – mit nur einem Zehntel der Bevölkerung – viel kleinere Nachbarort Ébéon schlossen sich im Jahr 1973 zu einer Gemeinde zusammen.
| Jahr      | 1975 | 1982 | 1990 | 1999 | 2007 | 2017 | 2019 |
| Einwohner | 477  | 512  | 460  | 407  | 388  | 390  | 385  |

## Wirtschaft
Authon, der größere der beiden Orte, diente bereits im Mittelalter den umliegenden Dörfern als Handels- und Handwerkszentrum. Landwirtschaft und Weinbau bestimmen seit Jahrhunderten das Wirtschaftsleben des Ortes. Seit den 1980er Jahren ist der Tourismus (Vermietung von Ferienwohnungen) als Einnahmequelle hinzugekommen.

## Geschichte
Die Geschichte von Ébéon reicht bis in die gallorömische Zeit zurück, aus der wohl das Fanal d’Ébéon stammt. In Authon wurden ein merowingischer Friedhof und ein von Menschenhand aufgeschütteter Wehrhügel (Motte) identifiziert. In mittelalterlicher Zeit, d. h. von 1130 bis 1450 war Authon der Stammsitz einer Familie gleichen Namens, deren männliche Angehörige an den Kreuzzügen teilnahmen oder auf andere Weise im Dienst der französischen Könige standen.

## Sehenswürdigkeiten
Siehe auch: Liste der Monuments historiques in Authon-Ébéon
- Der sogenannte Signalturm (Fanal) von Ébéon, ein noch etwa 16 Meter hoher, ehemals mit Stein- oder gar Marmorplatten verkleideter, aber inzwischen arg ramponierter – und deshalb abgestützter – Pfeilerstumpf aus der Antike könnte auch ein Grabmonument gewesen sein. Er steht möglicherweise in einem baulichen Zusammenhang mit dem über 40 Kilometer entfernten Tour de Pirelonge in Saint-Romain-de-Benet und wird volkstümlich auch als Pyramide bezeichnet. Das Bauwerk wurde bereits im Jahr 1840 als Monument historique[1] klassifiziert.

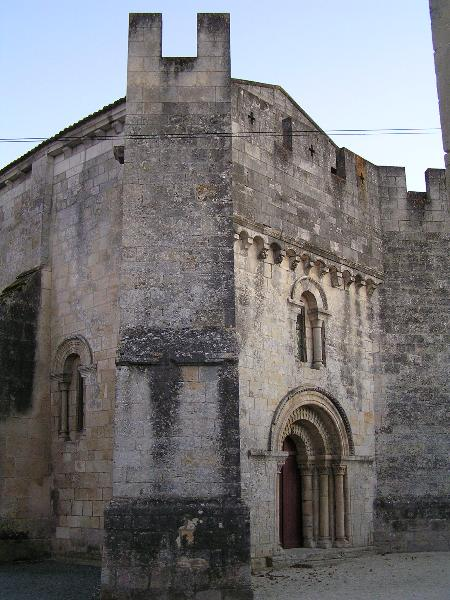
Kirche Notre-Dame (Westen)

- Die einschiffige Kirche Notre-Dame-de-l’Assomption, ein romanisch anmutender, aber erst im 15. Jahrhundert in seine heutige Form gebrachter Bau, ist eine Wehrkirche, die den Bürgern des Ortes Schutz vor marodierenden Räuberbanden bot, die nach dem Ende des Hundertjährigen Krieges (1337–1453) die Gegend unsicher machten. Oft waren es arbeitslos gewordene ehemalige Söldner, die sich auf nichts anderes verstanden als Gewalt anzuwenden, zu plündern und zu morden. Einige Dörfer reagierten darauf mit dem Bau von Wehrkirchen. In Authon sind die – auf den ersten Blick nicht leicht zu unterscheidende – West- und Ostseite der Kirche im 15. Jahrhundert burgartig ausgebaut worden. Gleichzeitig wurden die Wände des Kirchenschiffs, die durch den Gewölbeschub in Schieflage geraten waren, durch einen Turm und durch mächtige Strebepfeiler stabilisiert, was den wehrhaften Eindruck der Kirche noch verstärkt. Das Westportal hat ein dreifach zurückgestuftes Gewände mit der entsprechenden Anzahl von – mit abstrakten Motiven geschmückten – Archivolten. Das einschiffige Innere der Kirche ist ausgesprochen schlicht gehalten, zeigt aber ein ähnliches gemaltes Band mit Wappenschilden (litre funéraire) wie die beiden Kirchen von Rétaud und Rioux. Die Kirche wurde im Jahr 1907 als Monument historique[2] klassifiziert.
- Das Château d’Authon stammt ursprünglich aus dem 16. Jahrhundert, wurde jedoch in späterer Zeit wiederholt verändert. Im Jahr 1791 wurde der Nordflügel größtenteils abgerissen. Das Schloss befindet sich in Privatbesitz; Teile sind seit 1972 als Monument historique[3] eingetragen.
- Das apsislose Kirchlein von Ébéon stammt aus dem 18. Jahrhundert und hat nur ein kleines Rundfenster und einen einfachen dreieckigen Glockengiebel über dem schmucklosen Eingangsportal.

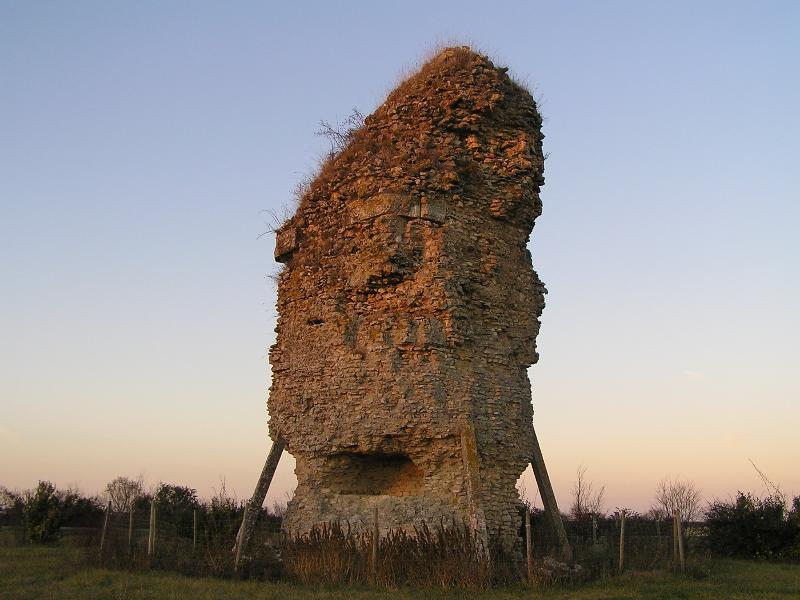
Fanal d’Ébéon
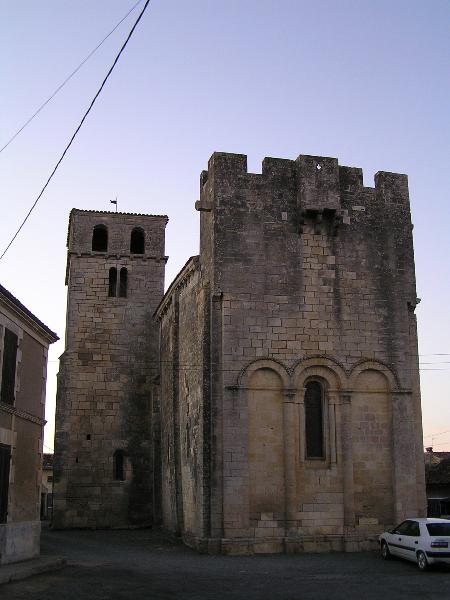
Authon, Kirche Notre-Dame-de-l’Assomption (Osten)
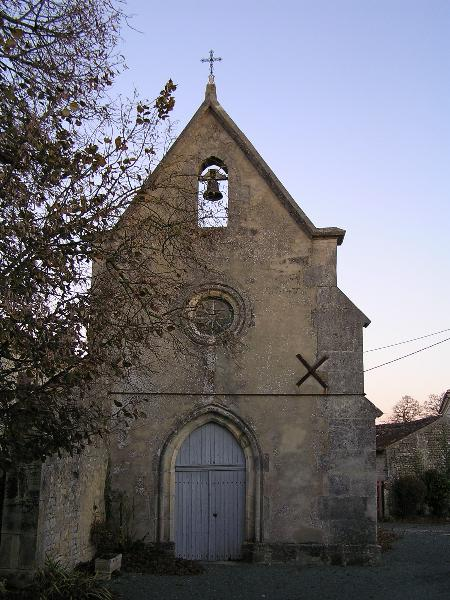
Ébéon, Kirche